# تانس بيرو الرحلة 204
تانس بيرو الرحلة 204 كانت رحلة طيران بيروية من ليما إلي إكيتوس وبوكالبا في يوم عاصف في 23 أغسطس 2005 وكانت تحمل علي متنها 91 راكبا و7 من أفراد الطاقم وكانت من طراز بوينغ 737-244 وكانت تابعة لتانس بيرو وبسبب خطأ الطيار والجو السئ تحطمت في غابة الأمازون ، بوكالبا , بيرو ومات 40 شخصا ونجا 58 شخصا وجرح 50 شخصا في الحادث